# Sillano Giuncugnano
Sillano Giuncugnano és un comune (municipi) de la província de Lucca, a la regió italiana de la Toscana.
Es va crear l'1 de gener de 2015, per la fusió dels antics municipis de Sillano i Giuncugnano.
L'1 de gener de 2018, la seva població era de 1.064 habitants.